# Patrick Fabian
Patrick Fabian (nascut el 7 de desembre de 1964) és un actor de cinema, escenari i televisió nord-americà. És més conegut pel seu paper d'advocat Howard Hamlin a Better Call Saul (2015–2022). Els seus papers cinematogràfics inclouen End Game (2006), L'últim exorcisme (2010),  Pig (2011) i Jimmy (2013).

## Carrera professional
Patrick Fabian és el fill de Tom i Mary Lou Fabian. Va néixer a Pittsburgh i va créixer a New Cumberland (Pennsilvània). El seu pare treballava per a la Pennsylvania Higher Education Assistance Agency (PHEAA). Va assistir a la Universitat Estatal Penn i va rebre la seva llicenciatura en Belles Arts en Interpretació. Es va traslladar a Califòrnia, on va obtenir un màster a la Universitat Estatal de Califòrnia a Long Beach.
Un dels primers papers destacats de Fabian va ser el del professor Jeremiah Lasky a Saved by the Bell: The College Years de NBC (1993–1994). Va formar part del repartiment principal de la sèrie de televisió de curta durada Valentine (2008–2009), Working Class (2011), i Special (2019–2021). Ha tingut papers recurrents a Joan of Arcadia, Veronica Mars, Gigantic, i Big Love.
Fabian ha aparegut en diverses pel·lícules com L'últim exorcisme, amb la que va guayar el premi al millor actor al XLIII Festival Internacional de Cinema Fantàstic de Catalunya, i ha tingut diverses aparicions com a convidat en programes de televisió d'alt perfil, com ara Will & Grace i Friends. Fabian va ser seleccionat per interpretar Howard Hamlin, un paper principal a la sèrie de televisió AMC, Better Call Saul.
El treball teatral de Fabian a Nova York inclou The Food Chain de Nicky Silver, Humpty Dumpty d’Eric Bogosian, Six Degrees of Separation (gira nacional), i,, i, a Los Angeles, Diva de Howard Gould, i Dinner With Friends de Donald Margulies, també com dues temporades al Shakespeare Festival de LA.

## Vida personal

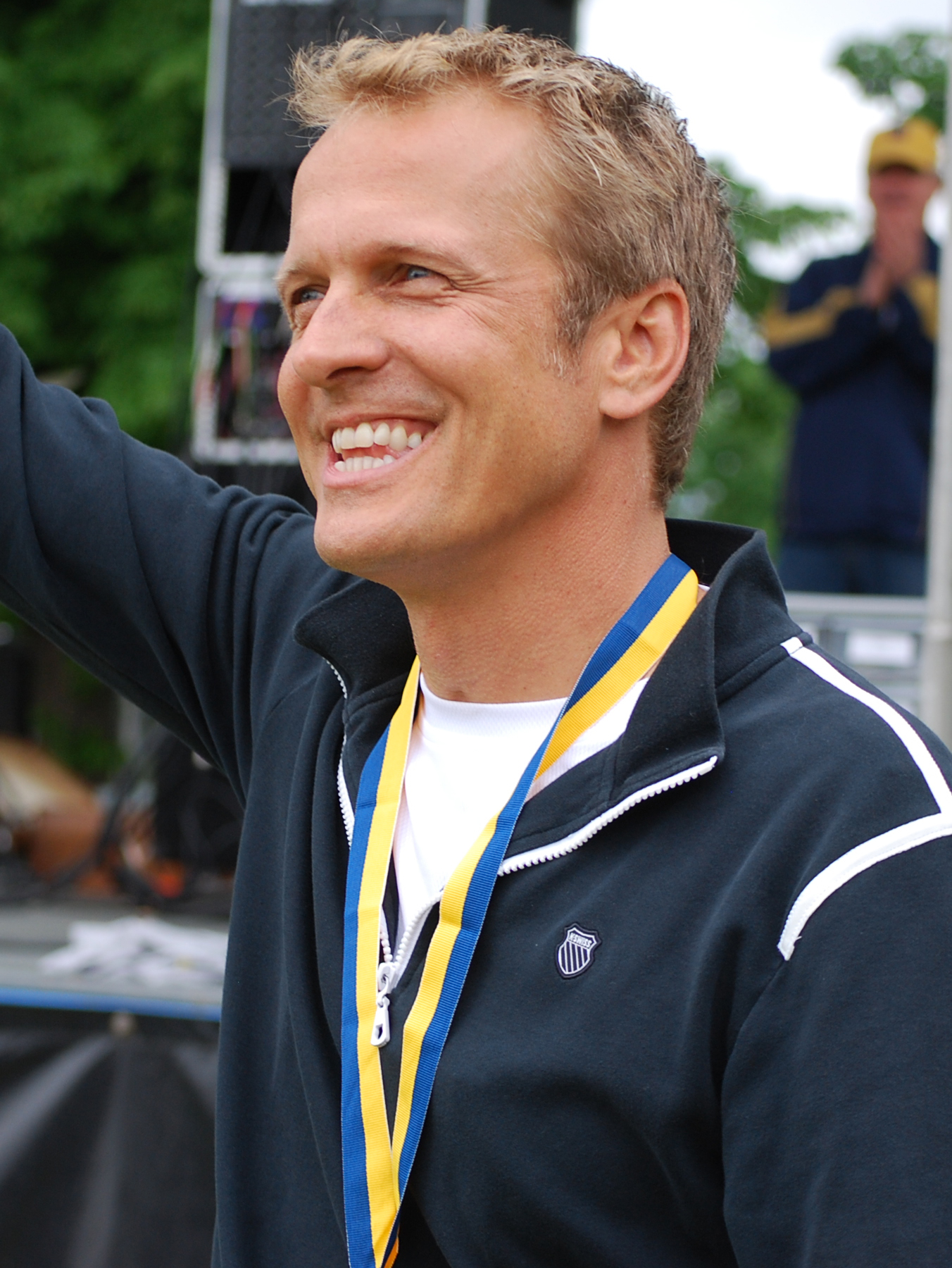
Fabian el 2011

Fabian ha estat membre de la Junta Directiva Nacional i Local de Los Angeles de SAG-AFTRA, que es troba sota la llista Unite for Strength.
Es va casar amb l'escriptora i còmica Mandy Steckelberg el 2009; la parella té dues filles.
A mitjans de 2022, Fabian va obrir un compte Cameo. Després d'una sol·licitud d'un fan, se li va demanar a Fabian que digués una sèrie de bromes i memes d'Internet de Better Call Saul, un dels quals era: "The One Piece, The One Piece is real!", que es va convertir en un video meme viral d'Internet, intercalat amb personatges de One Piece i Dark Fantasy de Kanye West.

## Filmografia

### Cinema
| Any  | Títol                                | Paper            | Notes                                    |
| ---- | ------------------------------------ | ---------------- | ---------------------------------------- |
| 1998 | Màfia: Estafa com puguis             | Riverdancer      |                                          |
| 1998 | Sour Grapes                          | Palmer           |                                          |
| 2004 | Clean                                | Bobby Franklin   |                                          |
| 2004 | Snow                                 | Buck             |                                          |
| 2005 | I que li agradin els gossos          | Donald           |                                          |
| 2006 | End Game                             | Brian Martin     |                                          |
| 2009 | Spring Breakdown                     | Kevin            |                                          |
| 2010 | L'últim exorcisme                    | Cotton Marcus    |                                          |
| 2010 | The Land of the Astronauts           | Russell          |                                          |
| 2011 | Pig                                  | Internist        |                                          |
| 2012 | Bad Ass                              | Oficial Malark   |                                          |
| 2012 | Tales of Everyday Magic              | Ryan Kilgore     |                                          |
| 2012 | Atlas Shrugged: Part 2               | James Taggart    |                                          |
| 2013 | Jimmy                                | Lee Mitchell     |                                          |
| 2014 | Bad Ass 2: Bad Asses                 | Officer Malark   |                                          |
| 2017 | DriverX                              | Leonard Moore    |                                          |
| 2018 | The Death of Superman                | Hank Henshaw     | Paper de veu; pel·lícula directa a vídeo |
| 2019 | Reign of the Supermen                | Hank Henshaw     | Paper de veu; pel·lícula directa a vídeo |
| 2019 | Eat, Brains, Love                    | Alastaire        |                                          |
| 2023 | Snow Falls                           | River's Dad      |                                          |
| 2023 | Batman: The Doom That Came to Gotham | Harvey Dent      | Paper de veu; pel·lícula directa a vídeo |
| 2023 | The Other Zoey                       | Matt MacLaren    |                                          |
| 2024 | The Way We Speak                     | Simon Harrington |                                          |

### Televisió
| Any        | Títol                                | Paper                               | Notes                                                                         |
| ---------- | ------------------------------------ | ----------------------------------- | ----------------------------------------------------------------------------- |
| 1992       | Bodies of Evidence                   | Scott Easton                        | Episodi: "The Edge"                                                           |
| 1992       | Silk Stalkings                       | Ron Gerschak                        | Episodi: "Bad Blood"                                                          |
| 1993       | For Love and Glory                   | N/A                                 | Episodi pilot no emès                                                         |
| 1993       | Beverly Hills, 90210                 | Charlie Dixon                       | Episodi: "The Little Fish"                                                    |
| 1993–1994  | Saved by the Bell: The College Years | Prof. Jeremiah Lasky                | Paper recurrent, 8 episodis                                                   |
| 1994       | S'ha escrit un crim                  | Larry Shields                       | Episodi: "Murder of the Month Club"                                           |
| 1995       | University Hospital                  | Kurt Palmer                         | Episodi: "Endings and Beginnings"                                             |
| 1995       | Melrose Place                        | Lowell                              | Episodi: "To Live and Die in Malibu"                                          |
| 1996       | Boston Common                        | Prof. Jack Reed                     | Episodi: Pilot                                                                |
| 1996       | Townies                              | Danny                               | Episodi: "Townies"                                                            |
| 1997       | Star Trek: Voyager                   | Taymon                              | Episodi: "Favorite Son"                                                       |
| 1997       | Weapons of Mass Distraction          | Brandon Joyner                      | Telefilm                                                                      |
| 1997       | Millennium                           | Ratfinkovich                        | Episodi: "Jose Chung's Doomsday Defense"                                      |
| 1997       | General Hospital                     | Ted Murty                           |                                                                               |
| 1998       | Xena: Warrior Princess               | Rafe                                | Episodi: "King Con"                                                           |
| 1998       | Jenny                                | Parker                              | Episodi: "A Girl's Gotta Come Through in a Clutch"                            |
| 1998       | Timecop                              | Dean Cooke / Eric Cooke             | Episodi: "Lost Voyage"                                                        |
| 1998       | Friends                              | Dan                                 | Episodi: "The One Hundredth"                                                  |
| 1999       | Wasteland                            | N/A                                 | Episodi: "Great Expectations"                                                 |
| 1999       | Cupid                                | Don Quixote                         | Episodi: "Grand Delusions"                                                    |
| 1999       | Two of a Kind                        | Alex Reardon                        | Episodi: "My Boyfriend's Back"                                                |
| 1999       | Dharma & Greg                        | Doug                                | Episodi: "Looking for the Goodbars"                                           |
| 1999–2000  | Time of Your Life                    | Spencer Halloway                    | Paper recurrent, 6 episodis                                                   |
| 1999–2002  | Providence                           | Jerry Kaufman                       | Paper recurrent, 7 episodis                                                   |
| 2000       | Arli$$                               | Jacques                             | Episodi: "Honoring Our Past"                                                  |
| 2000       | FreakyLinks                          | Wayne                               | Episodi: "Subject: Edith Keeler Must Die"                                     |
| 2001       | The Trouble with Normal              | Eric                                | Episodi: "Manhattan Transference"                                             |
| 2001       | Rude Awakening                       | Brian                               | 2 episodis                                                                    |
| 2001       | Nash Bridges                         | Ethan                               | Episodi: "Slam Dunk"                                                          |
| 2001       | The Education of Max Bickford        | Josh Howlett                        | Episodi: "Herding Cats"                                                       |
| 2003       | Jack's House                         | N/A                                 | Telefilm                                                                      |
| 2003       | Without a Trace                      | N/A                                 | Episodi: "The Source"                                                         |
| 2003       | CSI: Crime Scene Investigation       | Rhone Kinsey-Confer                 | Episodi: "Forever"                                                            |
| 2003       | Just Shoot Me!                       | Martin                              | Episodi: "A Simple Kiss of Fate"                                              |
| 2003–2005  | Joan of Arcadia                      | Gavin Price                         | Paper recurrent, 16 episodis                                                  |
| 2004       | Crossing Jordan                      | Buddy Holly / Horned Rimmed Glasses | Episodi: "Is That Plutonium in Your Pocket, or Are You Just Happy to See Me?" |
| 2004       | 24                                   | William Cole                        | 2 episodis                                                                    |
| 2004       | Helter Skelter                       | Jay Sebring                         | Telefilm                                                                      |
| 2004       | Summerland                           | Ian Straub                          | Episodi: Pilot                                                                |
| 2004       | North Shore                          | Dr. Burtwhistle                     | Episodi: "Meteor Shower"                                                      |
| 2004       | Medical Investigation                | Gary Riesen                         | Episodi: "Escape"                                                             |
| 2004       | Quintuplets                          | Coach Scales                        | Episodi: "Teacher's Pet"                                                      |
| 2004       | Will & Grace                         | Alan                                | Episodi: "Saving Grace, Again: Part 1"                                        |
| 2004       | Snow                                 | Buck Seger                          | Telefilm                                                                      |
| 2005       | Blind Justice                        | Clay Simmons                        | Episodi: "Four Feet Under"                                                    |
| 2005       | Eyes                                 | Doug Taft                           | Episodi: Pilot                                                                |
| 2005       | Everwood                             | Dr. Henry Validor                   | Episodi: "Oh, the Places You'll Go"                                           |
| 2005       | CSI: Miami                           | Ken Gannon                          | Episodi: "Blood in the Water"                                                 |
| 2005       | Reba                                 | Rev. Parks                          | Episodi: "And God Created Van"                                                |
| 2005       | Twitches                             | Thantos                             | Telefilm                                                                      |
| 2006       | Shark                                | Dr. Charlie Bender                  | Episodi: "Dr. Feelbad"                                                        |
| 2006       | Ugly Betty                           | Fashion TV Anchor                   | Episodi: "The Lyin', the Watch and the Wardrobe"                              |
| 2006–2007  | Veronica Mars                        | Professor Hank Landry               | Paper recurrent, 8 episodis                                                   |
| 2006–2007  | Close to Home                        | Mike Bachner / Mrs. Veeder's lawyer | 2 episodis                                                                    |
| 2007       | Pushing Daisies                      | Mark Chase                          | Episodi: "Dummy"                                                              |
| 2007       | Twitches Too                         | Thantos                             | Telefilm                                                                      |
| 2007       | Viva Laughlin                        | Steve                               | Episodi: Pilot                                                                |
| 2007       | Bones                                | Terry Stinson                       | Episodi: "Boy in the Time Capsule"                                            |
| 2007       | NCIS                                 | Ray Vincent                         | Episodi: "Corporal Punishment"                                                |
| 2007       | Las Vegas                            | Ted Leandros                        | Episodi: "The High Price of Gas"                                              |
| 2008       | Boston Legal                         | Attorney Stanley Gould              | Episodi: "Mad About You"                                                      |
| 2008       | Burn Notice                          | Zeke                                | Episodi: "Trust Me"                                                           |
| 2008       | The Cleaner                          | Tom D'Agostino                      | Episodi: "Rebecca"                                                            |
| 2008       | Snow 2: Brain Freeze                 | Buck Seger                          | Telefilm                                                                      |
| 2008–2009  | Valentine                            | Ray Howard / Hephaestus             | Paper principal                                                               |
| 2009       | Life                                 | Dr. Stanton                         | Episodi: "Mirror Ball"                                                        |
| 2009       | The Mentalist                        | Rand Faulk                          | Episodi: "Carnelian, Inc."                                                    |
| 2009       | According to Jim                     | Daniel                              | Episodi: "The Yoga Bear"                                                      |
| 2009       | Drop Dead Diva                       | Kevin Hanson                        | Episodi: "The Dress"                                                          |
| 2009       | Crash                                | Jonas Dixon                         | 2 episodis                                                                    |
| 2009–2010  | Big Love                             | Ted Price                           | Paper recurrent, 10 episodis                                                  |
| 2010       | The Deep End                         | Attorney                            | Episodi: Pilot                                                                |
| 2010       | Rizzoli & Isles                      | Nate                                | Episodi: "Boston Strangler Redux"                                             |
| 2010       | Svetlana                             | Pastor                              | Episodi: "You're Svencome"                                                    |
| 2010       | CSI: NY                              | Charles Richmore                    | Episodi: "Shop Till You Drop"                                                 |
| 2010–2011  | Gigantic                             | John Moore                          | Paper recurrent, 13 episodis                                                  |
| 2011       | Working Class                        | Rob Parker                          | Paper principal, 8 episodis                                                   |
| 2011       | Hot in Cleveland                     | Richard                             | Episodi: "Unseparated at Birthdates"                                          |
| 2011       | Private Practice                     | Robert Weston                       | Episodi: "Breaking the Rules"                                                 |
| 2012       | Desperate Housewives                 | Frank                               | 2 episodis                                                                    |
| 2012       | Hawaii Five-0                        | Tony Denis                          | Episodi: "Kupale"                                                             |
| 2012       | Longmire                             | Dr. Dennis Nunn, DVM                | Episodi: "8 Seconds"                                                          |
| 2012       | The Finder                           | CEO Anderson                        | Episodi: "Little Green Men"                                                   |
| 2012–2013  | The Newsroom                         | Tony Hart                           | 2 episodis                                                                    |
| 2012       | Criminal Minds                       | Barry Flynn                         | Episodi: "Magnificent Light"                                                  |
| 2013       | Castle                               | Peter Monroe                        | Episodi: "Reality Star Struck"                                                |
| 2013       | The Good Mother                      | Scott                               | Telefilm                                                                      |
| 2013       | Scandal                              | Senator Meyers                      | Episodi: "Say Hello to My Little Friend"                                      |
| 2014       | Cloud 9                              | Richard Morgan                      | Telefilm                                                                      |
| 2014       | Franklin & Bash                      | Paul Levy                           | Episodi: "Deep Throat"                                                        |
| 2014       | Grey's Anatomy                       | Dr. Oliver Lebackes                 | Episodi: "You Be Illin'"                                                      |
| 2015–2022  | Better Call Saul                     | Howard Hamlin                       | Paper principal                                                               |
| 2015       | Scorpion                             | Captain Stephen Caine               | Episodi: "Love Boat"                                                          |
| 2016       | Casa Vita                            | Coach Willis                        | Television fim                                                                |
| 2016       | Grimm                                | Dr. Eugene Forbes                   | Episodi: "Skin Deep"                                                          |
| 2017       | Elementary                           | Lars Vestergaard                    | Episodi: "Dead Man's Tales"                                                   |
| 2017, 2021 | Lucifer                              | Reese Getty                         | Episodis: "Off The Record", "Partners 'Til the End"                           |
| 2018       | Agents of S.H.I.E.L.D.               | Senator Gaius Ponarian              | Episodi: "Fun & Games"                                                        |
| 2018       | Code Black                           | Owen Edwards                        | 3 episodis                                                                    |
| 2019       | Barry                                | Space Dad                           | Episodi: "The Power of No"                                                    |
| 2019–2021  | Special                              | Phil                                | Paper principal                                                               |
| 2019       | The Conners                          | James                               | Episodi: "Nightmare on Lunch Box Street"                                      |
| 2020       | Carol's Second Act                   | Dr. Lewis                           | 4 episodis                                                                    |
| 2020       | Black Monday                         | Governor Putnam                     | 3 episodis                                                                    |
| 2021       | The Morning Show                     | Jeff                                | Episodi: "It's Like the Flu"                                                  |
| 2021-2022  | Strange Air                          | Malcolm Smith (veu)                 | Podcast                                                                       |
| 2022       | Gordita Chronicles                   | Mr. Frank                           | 4 episodis                                                                    |
| 2022       | Big Shot                             | Mark                                | 3 episodis                                                                    |
| 2023       | Kung Fu                              | David Wheeler                       | 2 episodis                                                                    |
| 2023       | Moonshine                            | Dick Lonergan                       | Episodi: "High Season"                                                        |
| 2023       | Cooper's Bar                         | Peter                               | Episodi: "The Cast"                                                           |
| 2023-2024  | Magnum P.I.                          | Sam Bedrosian                       | 2 episodis                                                                    |